# Buota (Tabiteuea)
Buota ist ein Ort auf der Hauptinsel Nuribenua des Tabiteuea-Atolls in den zum Inselstaat Kiribati gehörenden Gilbertinseln im Pazifischen Ozean mit einer Landfläche von 0,49 km². Er gehört zum Distrikt North Tabiteuea. 2020 hatte der Ort 422 Einwohner.

## Geographie
Buota liegt in der Mitte des langgezogenen Motus Nuribenua zwischen Terikiai im Süden und Tanaeang im Norden. Im Ort gibt es ein traditionelles Versammlungshaus (Buota Maneaba).

## Klima
Das Klima ist tropisch heiß, wird jedoch von ständig wehenden Winden gemäßigt. Ebenso wie die anderen Orte des Tabiteuea-Atolls wird Buota gelegentlich von Zyklonen heimgesucht.